# سارة إس. فانس
سارة إس. فانس (بالإنجليزية: Sarah S. Vance)‏ هي قاضية ومحامية أمريكية، ولدت في 1950 في دونالدسونفيل في الولايات المتحدة.